# Allium agrigentinum
L'aglio di Agrigento (Allium agrigentinum Brullo e Pavone, 2001) è una pianta appartenente alla famiglia delle Amaryllidaceae (sottofamiglia Allioideae, tribù Allieae.

## Descrizione
È una specie erbacea geofita bulbosa, molto simile ad Allium lehmannii.

Fiorisce tra l'ultima decade di maggio e la prima decade di giugno e fruttifica circa un mese dopo.
Il numero cromosomico di A. agrigentinum è 2n=16.

## Distribuzione e habitat
È una specie endemica della Sicilia centro-meridionale, segnalata nell'Agrigentino, nel Nisseno e nell'Ennese.
Cresce nelle praterie mediterranee tra 100 e 700 m s.l.m..